# Вороблячин
Вороблячин (укр. Вороблячин) — село в Яворовской городской общине Яворовского района Львовской области Украины.
Население по переписи 2001 года составляло 601 человек. Занимает площадь 1,46 км². Почтовый индекс — 81010. Телефонный код — 3259.